# جنگ ایران و توران در دوره نوذر
پس از درگذشت منوچهر، پشنگ شاه توران، تصمیم به کین‌خواهی تور و سلم می‌گیرد که به دست منوچهر کشته شده بودند. سپاهی به فرماندهی افراسیاب به ایران می‌فرستد. از آن سو وقتی افراسیاب به جیحون می‌رسد خبر به نوذر می‌رسد و سپاهی به فرماندهی قارن به دهستان گسیل می‌دارد و خودش پشت او می‌رود و در دشتی سراپرده می‌زند. افراسیاب دو تن به نام‌های شماساس و خزبران را به سی‌هزار نفر به زابلستان گسیل می‌دارد که در آنجا آگاه می‌شوند سام نریمان درگذشته است و زال سرگرم انجام مراسم کفن و دفن سام است و برای او ستودان برپا می‌کند. شماساس از این فرصت بهره جسته و در نیمروز بر تخت می‌نشیند.
بارمان از سپاه توران به نزد ایرانیان آمده و هماورد می‌طلبد. تنها کسی که حاضر به نبرد با بارمان می‌شود، برادر قارن، قباد کهن‌سال بود. قباد با اسپ خود که شبدیز نام داشت به نبرد با بارمان برمی‌خیرد ولی شکست می‌خورد و کشته می‌شود. دو سپاه سرگرم جنگ می‌شوند. در همین هنگام افرسیاب که دلاوری‌های قارن را دیده بود به سوی او می‌رود تا با او بجنگد. ولی تا شب کسی پیروز نمی‌شود. شب‌هنگام قارن به پییش نوذر رفته و از کشته‌شدن برادر زار می‌گرید. روز دوم دو سپاه به هم می‌آویزند و از یک سو نوذر و از سوی دیگر افراسیاب آماده نبرد تن‌به‌تن می‌شوند و نوذر شکست می‌خورد، ولی کشته نمی‌شود. سرانجام با آمدن شب دو سپاه دست از کارزار می‌کشند. نوذر، پسرانش طوس و گستهم را پیش خود می‌خواند و آنها را پنهانی از راه سپاهان به پارس می‌فرستد تا شبستان شاه را از انجا به رابه‌کوه و پس از آن به البرز ببرند. سپاه دو کشور دو روز استراحت می‌کنند و روز سوم به هم می‌آمیزند که تلیمان دست چپ و شاپور در دست راست لشکر ایران جای داشتند. در این جنگ ایرانیان شکست می‌خورند و به دهستان می‌روند و حصار می‌گیرند. افراسیاب قراخان را به پارس می‌فرستد تا شبستان ایرانیان را به اسیری بگیرد. قارن به پیش نوذر آمده خبر رفتن قراخان را به نوذر می‌دهد و اجازه می‌خواهد تا به پارس برود ولی نوذر پاسخ می‌دهد که طوس و گستهم را پیشتر فرستاده است. از آن پس بزرگان ایران مجلس می‌آرایند و چندی دل از بدی‌ها می‌شویند. از آنجا به خانه قارن می‌روند و به گفتگو می‌نشینند. شیروی و کشواد و قارن نیمه‌شب ساز رفتن به پارس می‌کنند.  در این روی دزبان ایران گژدهم بود و در آن روی دز بارمان و سپاهش بودند. قارن در جنگ با بارمان پیروز شده و به سوی پارس می‌رود. نوذر با شنیدن خبر رفتن قارن به دنبال او می‌رود. افراسیاب نیز او را دنبال می‌کند. افراسیاب نوذر و هزار و دویست تن از سپاهیانش را اسیر می‌گیرد. آنگاه افراسیاب دستور می‌دهد که قارن را پیدا بکنند. به او خبر می‌دهند که قارن پیشتر رفته است. افراسیاب به ویسه می‌گوید که دلت را از مرگ پسرت بارمان سخت گردان و تو باید از پس قارن بروی. ویسه در راه با کشتهٔ بارمان و جنگ‌جویان تورانی روبرو می‌شود. به قارن خبر از ویسه می‌رسد. قارن از پارس لشکر به هامون می‌کشد تا با ویسه بجنگد. ویسه می‌گوید که از قنوج تا مرز کاولستان و تا بست و زاولستان را در دست گرفته است. در این چنگ ویسه و سپاهش شکست می‌خورند ولی قارن به دنبال آنها نمی‌رود. ویسه به پیش افراسیاب برمی‌گردد.
شماساس از جیحون به سیستان می‌رود. خزبران به سی‌هزار لشگرش به هیرمند می‌روند. زال سرگرم دخمه کردن برای پدر در گورابد بود. مهراب کابلی نامه‌ای به سوی شماساس می‌فرستد و در آن می‌نویسد که از نسل ضحاک است و از این پادشاهی خرسند نیست و زال هم برای ستودان ساختن سام رفته و از تیمار او شادمان است و می‌گوید که نامه‌ای به افراسیاب می‌نویسد و هر چه گنج بخواهد به او می‌دهد و پادشاهی را به او واگذار می‌کند. از آن سو مهراب کابلی نامه‌ای به زال می‌نویسد و می‌گوید که سپاهی از ترکان آمده اما آنها را به گنج فریفته‌ام و از او می‌خواهد که هر چه زودتر برگردد. زال پس از برگشتن، شب‌هنگام سه تیر به لشگرگاه ترکان می‌اندازد. روزهنگام ترکان با دیدن تیرها آگاه می‌شوند که زال برگشته است. دو لشکر زاولیان و تورانیان برابر هم جای می‌گیرند و سرگرم جنگ می‌شوند. خزبران و زال هم به نبرد می‌پردازند. خزبران عمودی بر زال فرود می‌آورد که جوشن از تنش گسسته می‌شود. زال گبری پوشیده و با گرز سام به جنگ می‌آید و آن گرز را بر سر خزبران می‌زند و او را از پای درمی‌آورد. زال شماساس را می‌طلبد ولی شماساس خودش را نشان نمی‌دهد. گلباد با دیدن زال پا به گریز می‌گذارد. زال با تیری گلباد را از پای در می‌آورد. شماساس با دیدن کشتهٔ گلباد و خزبران روی‌زرد می‌کند و با لشکر با به گریز می‌نهند و زال و سپاهیان زاولستان با مهراب کابلی به دنبال آنها می‌روند. شماساس چون به بیابان می‌رسد، با قارن روبرو می‌گردد و دو سپاه با هم می‌آویزند. شماساس باز هم به همراه چند مرد می‌گریزد. هنگامی که خبر کشتن گردان تورانی به افراسیاب می‌رسد، خشمگین شده و نوذر را می‌طلبد و گردن او را می‌زند و تنش را به خاک می‌افگند. همراهان نوذر زینهار می‌خواهند و با میان‌جی‌گری اغریرث از مرگ می‌رهند و اغریرث آنها را به ساری می‌برد. از ان پس افراسیاب از دهستان به ری می‌رود و در ایران به تخت شاهی می‌نشیند.